# شورای بین‌المللی بازتوانی حیات وحش
شورای بین‌المللی بازتوانی حیات وحش یا شورای بین‌المللی بازپروری حیات وحش (به انگلیسی: International Wildlife Rehabilitation Council) که در سال ۱۹۷۲ بنیان‌گذاری شد، یک کنسرسیوم غیرانتفاعی از بازپروران حیات وحش است. شورای بین‌المللی بازپروری حیات وحش در منطقه خلیج کالیفرنیا برای به اشتراک گذاشتن تجربه‌ها و منابع و «توسعه یک سازمان حرفه‌ای که از طریق آن بازپروران آمریکای شمالی می‌توانند شبکه و دسترسی به اطلاعات داشته باشند»، آغاز به کار کرد.